# SonneMondSterne

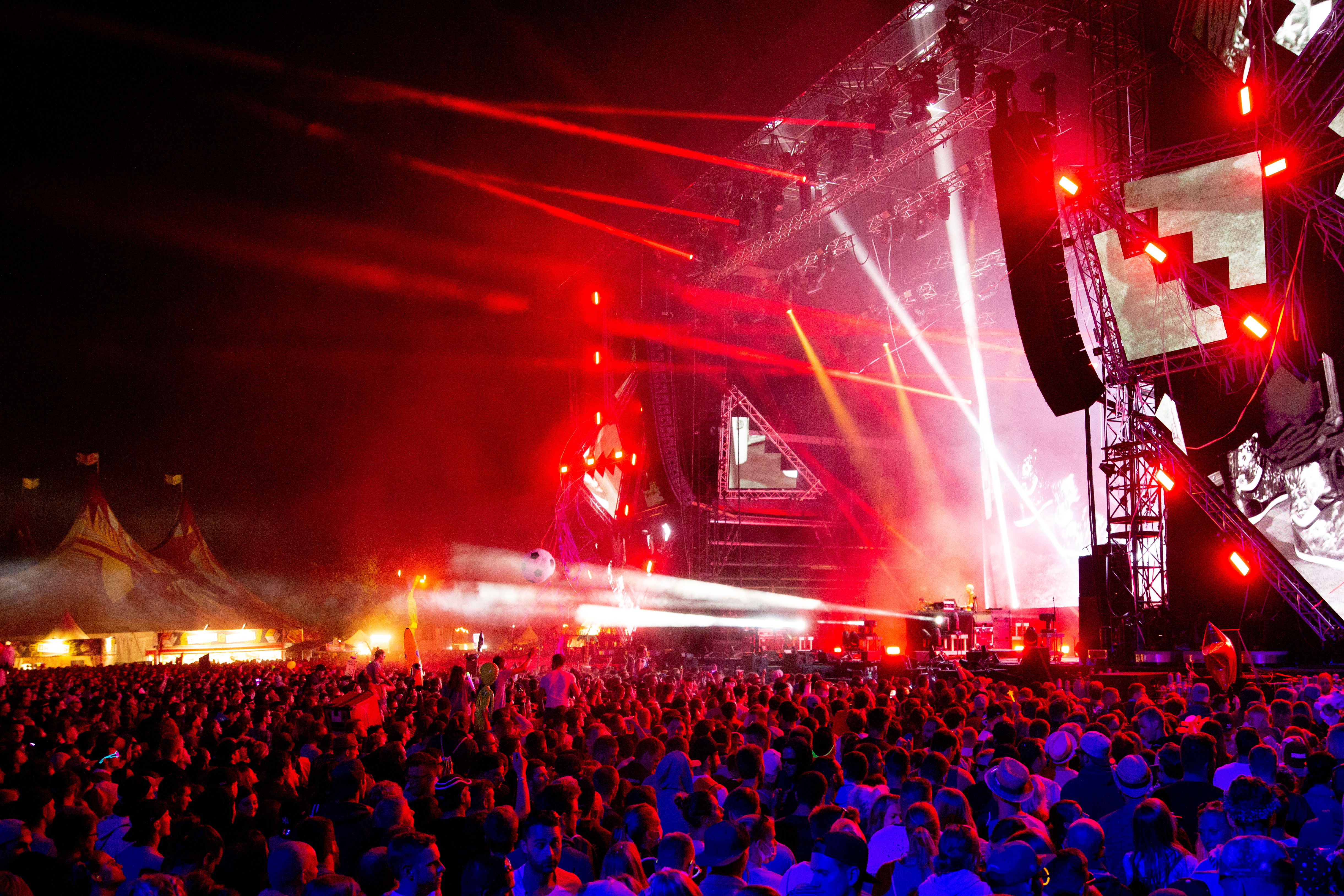
Die Mainstage mit Paul Kalkbrenner beim SMS 2018

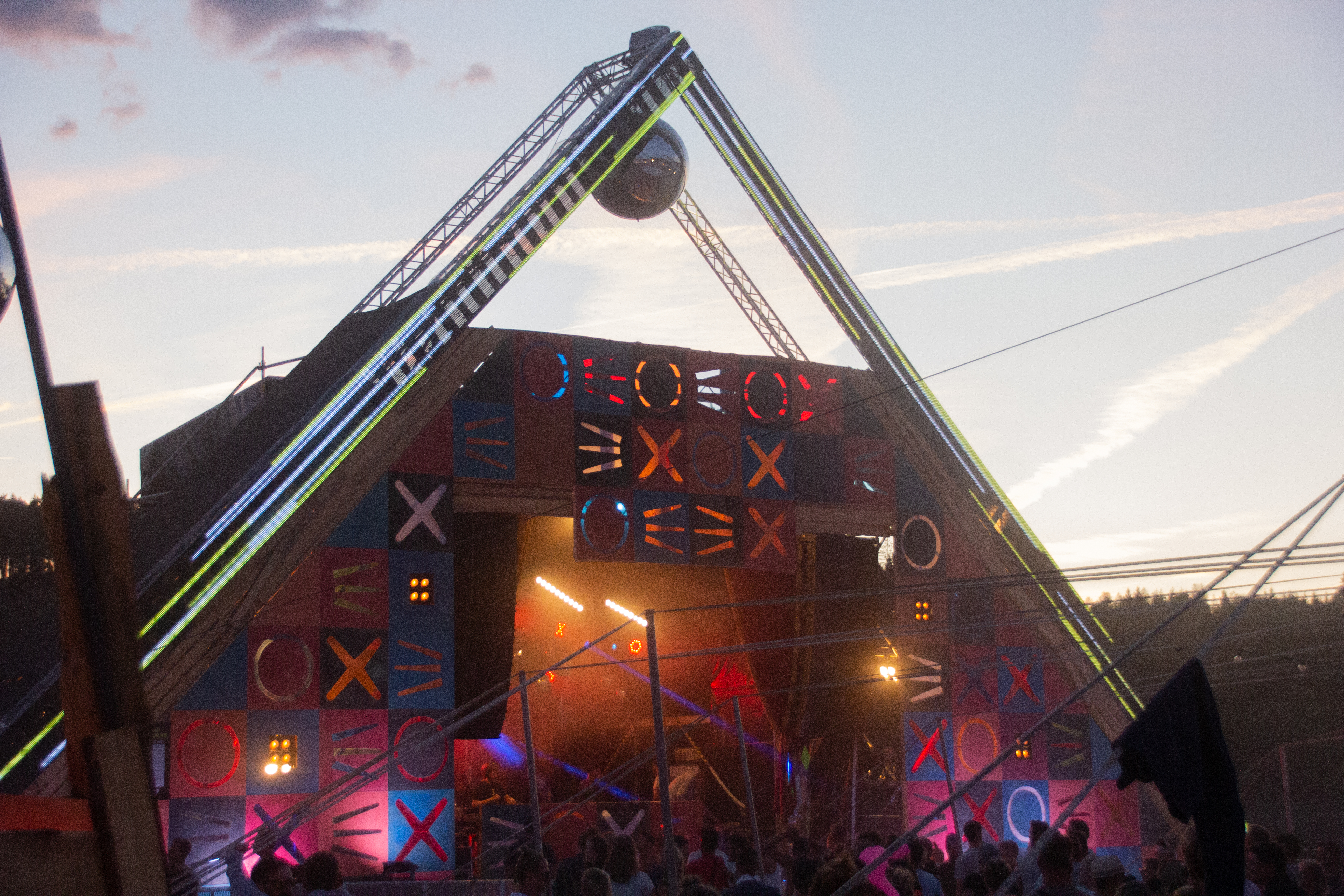
Die SMS Strandbühne

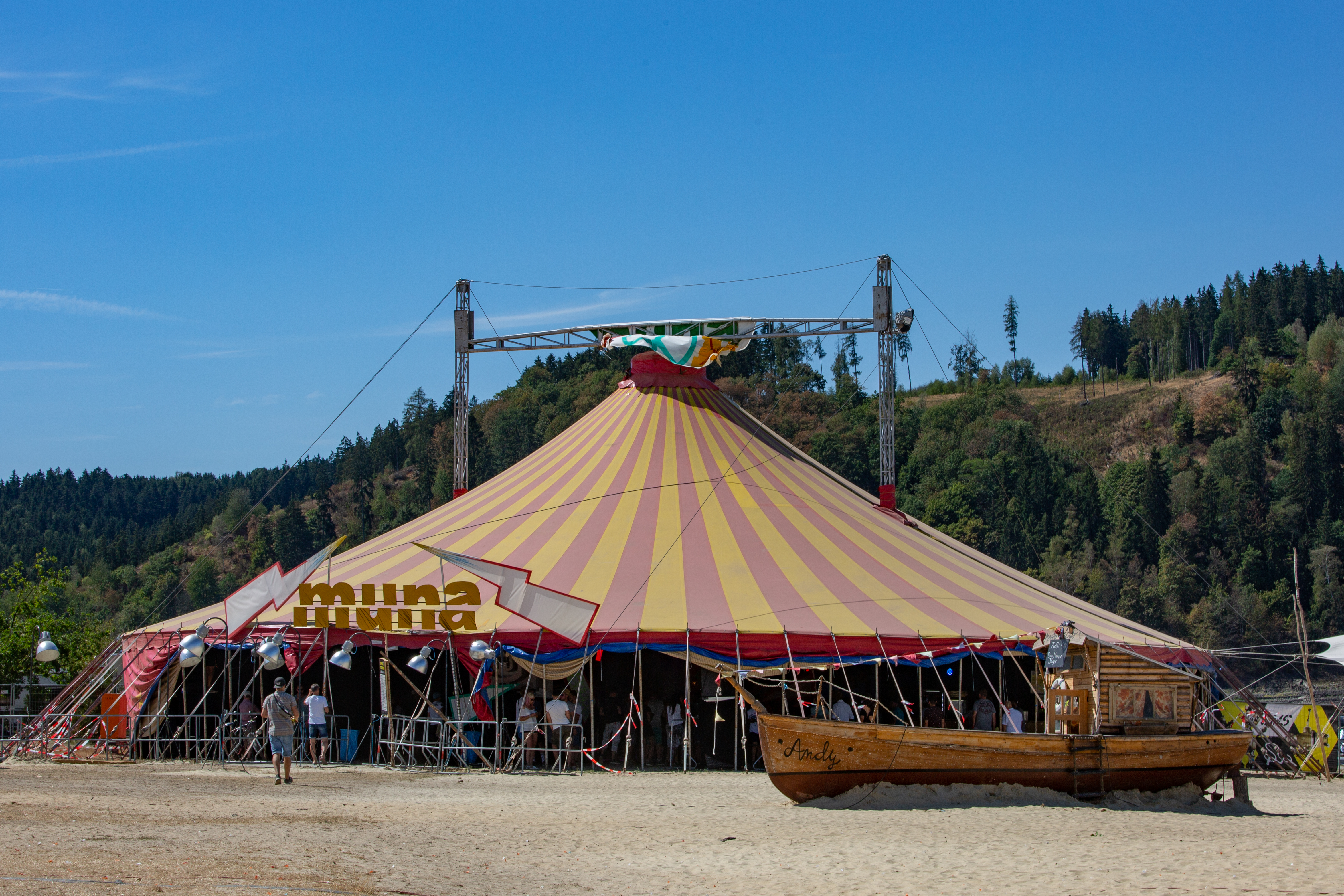
Das Muna-Clubtent

Das SonneMondSterne Festival (kurz SMS) ist eines der größten Open-Air-Musikfestivals der elektronischen Tanzmusik in Europa. Es treten vereinzelt auch Vertreter des Rock und Pop auf. Das Festival findet jährlich am zweiten Augustwochenende in Thüringen an der Bleilochtalsperre bei Saalburg-Ebersdorf statt.

## Geschichte
Das erste SonneMondSterne-Festival fand 1997 auf zwei Bühnen mit 2.500 Besuchern statt. 2011 besuchten etwa 35.000 Menschen die dreitägige Veranstaltung. Seit dem Jahr 2007 wird jedes SonneMondSterne-Festival mit einem X als Zusatz benannt, was die römische Zahl Zehn darstellt. Das Festival 2007 ist daher als SMS.XI benannt, was für die elfte Veranstaltung steht. Das 20. Jubiläum im Jahr 2016 war bereits im Februar des Jahres ausverkauft, so früh wie noch nie in der Geschichte des Festivals.
2020 und 2021 fiel das Festival auf Grund der Corona-Pandemie aus und wurde daher vom Deutschen Kulturrat in die Vorwarnstufe der Roten Liste 2.0 aufgenommen.
2022 fand es dann wieder statt und erreichte mit täglich etwa 40.000 Besuchern wieder die frühere Größe.

## Verwandte Veranstaltungen
Als Ableger gab es in den Jahren 2001 und 2002 das Wintercamp, das eine Veranstaltungsreihe im Monat Februar war, um die Zeit bis zum nächsten SonneMondSterne-Festival zu überbrücken. Aufgrund des großen Besucherandrangs zog das Wintercamp im April 2003 auf den alten Militärflugplatz nach Allstedt um und nannte sich fortan SonneMondSterne präsentiert Camp Music. 2004 fand das letzte Camp Music statt.

## Aufbau des Festivalgeländes
Der Aufbau ist seit 2004 nahezu unverändert. Abgesehen von speziellen Gegebenheiten und Anlässen besteht das Gelände aus:
Hauptbühne (Mainstage)große Freiluftbühne
Hauptzelt (Maincircus)Zirkuszelt in der Größe und Form einer Halle
Zweite Bühne (2ndStage)zweite Freiluftbühne
SMS Beachdritte Freiluftbühne
4 Zirkuszelte (Clubtent)Zirkuszelte, in denen sich Szeneklubs und Label präsentieren
Partyboot (Freshboat)das für das SonneMondSterne-Festival speziell dekorierte Fahrgastschiff „MS Gera“
CateringBars, Restaurants (in Form von Bierzelten) und diverse Verpflegungsstände
Marktplatzfür Merchandising/Verkaufsstände
Sportplatzfür Spiele am Nachmittag, z. B. Fußball, Volleyball („Dry Cup Area“)
Außerhalb des Festivalgeländes stehen mehrere Hektar Campingplatz, Wasch- und Duschplätze, sowie Einkaufs- und Verpflegungsmöglichkeiten zur Verfügung.
Der Campingplatz ist in „laut“ und „leise“ unterteilt. Während auf dem „lauten“ rund um die Uhr Musik gemacht werden darf, ist dies auf dem „leisen“ Teil Nachts möglichst zu unterlassen.

## Headliner (Auswahl)
| Name      | Jahr | Headliner |
| --------- | ---- | --- |
| SMS 1997  | 1997 | Pierre, Kenny Larkin, Karotte |
| SMS 1998  | 1998 | Sven Väth, Pierre, Steve Bug |
| SMS 1999  | 1999 | The Advent, Der Dritte Raum, Pierre, Tanith, Josh Wink, Steve Bug, Rob Acid, Thomas Schumacher |
| SMS 2000  | 2000 | Jeff Mills, DJ Hell, Johannes Heil, Steve Bug, Märtini Brös, Der Dritte Raum, DJ Clé, WestBam, Milk & Sugar, Chris Liebing, Tanith |
| SMS 2001  | 2001 | DJ Hell, Richie Hawtin, Chris Liebing, Zombie Nation, Steve Bug, Märtini Brös, Jeff Mills, Carl Craig, Richard Bartz, Tanith, Turntablerocker & Band, Tobi Neumann, Northern Lite, Milk & Sugar |
| SMS 2002  | 2002 | Underworld, Beyer, Alexander Kowalski, Dapayk, Paul Kalkbrenner, Monika Kruse, Moonbootica, Sieg über die Sonne, Ricardo Villalobos, Zombie Nation, Sven Väth, DJ Rush, Green Velvet |
| SMS 2003  | 2003 | Moloko, 2raumwohnung, Elektrochemie LK, Technasia, Console, Märtini Brös, Johannes Heil, Justus Köhncke und Band, Dapayk, Sven Väth, Richie Hawtin, WestBam, DJ Rush, Timo Maas, Pascal FEOS, Monika Kruse, Chris Liebing, Moonbootica, Ricardo Villalobos, Ellen Allien, Roman Flügel, Tobi Neumann, Wighnomy Brothers, Mathias Kaden |
| SMS 2004  | 2004 | Alter Ego, The Chemical Brothers, MIA., The Orb, Richie Hawtin vs. Ricardo Villalobos, Pitchtuner, Markus Welby, Anja Schneider, Luciano, Chris Liebing, Codec & Flexor, Dapayk, Monika Kruse, Mathias Kaden, Alexander Kowalski, DJ Koze, Wighnomy Brothers |
| SMS 2005  | 2005 | Sven Väth, Tiësto, Richie Hawtin, Ricardo Villalobos, The Prodigy, WestBam, Dave Clarke, Die Fantastischen Vier, Deichkind, Röyksopp, Akustikrausch, Ellen Allien, Northern Lite, DJ Rush, Alter Ego, Timo Maas, DJ Koze |
| SMS.10    | 2006 | Kraftwerk, Basement Jaxx, Audio Bullys, Westbam und Band, Annie, Deichkind, Rex the Dog, Johannes Heil, Tobi Neumann, Scissor Sisters, Der Dritte Raum, Sven Väth, Paul van Dyk, Turntablerocker, Chris Liebing, DJ Hell, DJ Koze, Moguai, Carl Craig, Ricardo Villalobos, Moonbootica, James Zabiela, Toni Rios, Pascal FEOS, Frank Lorber |
| SMS.X1    | 2007 | Faithless, Die Fantastischen Vier, Paul van Dyk, Miss Kittin, Moonbootica, DJ Rush, Dave Clarke, DJ Karotte, Tobi Neumann, Johannes Heil, Ricardo Villalobos, James Holden, New Young Pony Club, Northern Lite, 2raumwohnung & Band, The Chemical Brothers, Sven Väth, Polarkreis 18, Laurent Garnier, Ellen Allien, Der Dritte Raum, Frank Lorber |
| SMS.X2    | 2008 | Massive Attack, Moby, Fettes Brot, Sven Väth, Magda, Richie Hawtin, Troy Pierce, Heartthrob, Extrawelt, MIA., Deichkind, Digitalism, Simian Mobile Disco, Northern Lite, Zoot Woman, DJ Koze, Boys Noize, Alter Ego, Lexy & K-Paul, Moonbootica, Felix Kröcher, Dubfire, Tiefschwarz, Karotte, Wighnomy Brothers, Moguai, Tobias Lützenkirchen, Tobi Neumann |
| SMS.X3    | 2009 | Peter Fox, The Prodigy, Mr. Oizo, Deichkind, Laurent Garnier, Mia., Sven Väth, Northern Lite, Lexy & K-Paul, Turntablerocker, Polarkreis 18, Chapeau Claque, Fatboy Slim, Richie Hawtin, Carl Cox, Tiefschwarz, Felix Kröcher, Moguai, Dapayk & Padberg, Boris Dlugosch |
| SMS.X4    | 2010 | Die Fantastischen Vier, Underworld, Faithless, David Guetta, Richie Hawtin aka Plastikman, Sven Väth, Jan Delay & Disko No.1, Lexy & K-Paul, Miss Kittin, Kruder und Dorfmeister, Moguai, Ellen Allien, Tiefschwarz, Felix Kröcher, Dapayk & Eva Padberg, Boris Dlugosch, Boys Noize, Martin Anacker, Moderat |
| SMS.X5    | 2011 | The Chemical Brothers, Swedish House Mafia, Moby, Clueso and Disco-Stress, Deichkind, Mr. Oizo, The Bloody Beetroots Death Crew 77, Laserkraft 3D, Carl Cox, DJ Koze, DJ Rush, Dominik Eulberg, Erol Alkan, Gregor Tresher, Moonbootica, Oliver Koletzki feat. Fran, The Disco Boys, Chris Liebing, Ellen Allien, Bonaparte, Die Vögel |
| SMS.X6    | 2012 | The Prodigy, Fatboy Slim, Skrillex, Deichkind, Hot Chip, Steve Aoki, Loco Dice, Digitalism, Fritz Kalkbrenner, Lexy & K-Paul feat. Marteria, Marek Hemmann, Gesaffelstein, Frittenbude, Dubfire, The Koletzkis, Vitalic, Northern Lite, SebastiAn, Mathias Kaden, Chris Liebing, Apparat, Turntablerocker, Tiefschwarz |
| SMS.X7    | 2013 | Seeed, Boys Noize, Chase & Status, Nero, Knife Party, The Bloody Beetroots, MIA., Sven Väth, Fritz Kalkbrenner, Lexy & K-Paul, Moonbootica, Netsky, Feed Me, Marek Hemmann, Oliver Koletzki, Joris Voorn, Seth Troxler, Miss Kittin, Pan-Pot |
| SMS.X8    | 2014 | Deadmau5, Fatboy Slim, Calvin Harris, Steve Aoki, The Bloody Beetroots, Marteria, Netsky, Solomun, Modestep, Klangkarussell |
| SMS.X9    | 2015 | Calvin Harris, The Chemical Brothers, Faithless, Steve Aoki, Deichkind, Boys Noize, Fritz Kalkbrenner, Netsky, Tale Of Us, Borgore, Robin Schulz, Marek Hemmann, Lexy & K-Paul, WhoMadeWho, Sigma, Alle Farben, Ostblockschlampen, Vitalic, Andhim, Andy C |
| SMS.XX    | 2016 | David Guetta, Paul Kalkbrenner, Die Antwoord, Knife Party, Rudimental, Robin Schulz, Sven Väth, Maceo Plex, Mr. Oizo, Nina Kraviz, Tiga, Gestört aber geil, Seth Troxler, Dada Life, Digitalism, Lexy & K-Paul, Kölsch, Guy Gerber, Marek Hemmann, Frittenbude, Alle Farben, Matthias Tanzmann, Ellen Allien |
| SMS.XXI   | 2017 | Major Lazer, Martin Garrix, Marteria, Steve Aoki, Marshmello, Galantis, Fritz Kalkbrenner, Felix Jaehn, Dillon Francis, Mr. Oizo, Boys Noize, The Bloody Beetroots, Sven Väth, Nina Kraviz, Netsky, Claptone, Sam Feldt, Ellen Allien, Vitalic, Gheist |
| SMS.XXII  | 2018 | Axwell Λ Ingrosso, David Guetta, Hardwell, Marshmello, Paul Kalkbrenner, Steve Aoki, Alan Walker, Chase & Status, Felix Jaehn, Richie Hawtin, Oliver Heldens, Sven Väth, Alle Farben, Boys Noize, Camo & Krooked, Charlotte de Witte, Chris Liebing, Digitalism, Gestört aber Geil, Kölsch, Lexy & K-Paul, Pan-Pot, Sam Paganini |
| SMS.XXIII | 2019 | Calvin Harris, DJ Snake, Armin van Buuren, Don Diablo, Kontra K, Marteria, Casper, Nina Kraviz, Robin Schulz, Timmy Trumpet, Sven Väth, Alle Farben, Amelie Lens, Charlotte de Witte, Fisher, Netsky, Stephan Bodzin |
| SMS.XXIV  | 2022 | Martin Garrix, The Chainsmokers, Marteria, Robin Schulz, Timmy Trumpet, Alan Walker, Eric Prydz, Fritz Kalkbrenner, Amelie Lens, Charlotte de Witte, Nina Kraviz, Sven Väth, Vini Vici |
| SMS.XXV   | 2023 | Macklemore, Major Lazer, Paul Kalkbrenner, K.I.Z, Armin van Buuren, Amelie Lens, Ben Böhmer, Boris Brejcha, Camelphat, Charlotte de Witte, Chase & Status, 999999999 |
| SMS.XXVI  | 2024 | Calvin Harris, Hardwell, Steve Aoki, Charlotte de Witte, FISHER, Amelie Lens, Alan Walker, Kontra K., Brutalismus 3000, Marsimoto, Ski Aggu, Reinier Zonneveld, Vini Vici, HBz, Angerfist, OGUZ, Kobosil, I Hate Models, TRYM, 999999999, Boys Noize, Kölsch, Neelix, Creeds, SHLØMO, Charlie Sparks, Die Gebrüder Brett, Kalte Liebe, LEVT, Pan-Pot, Clara Cuvé, Farrago, Giorgia Angiuli |
| SMS.XXVII | 2025 | ANYMA, Boris Brejcha, Charlotte de Witte, Paul Kalkbrenner, Scooter, Angerfist, Brutalismus 3000, KI/KI, I Hate Models, Lilly Palmer, Marlon Hoffstadt, Ski Aggu, Ben Böhmer, FiNCH, Klangkuenstler, Reinier Zonneveld, Tream, Camo & Crooked, Daxta MC, HBz, Holy Priest, Neelix, Fideles, Stella Bossi, Alignment, Clara Cuvé, Die Gebrüder Brett, DYEN, Friction feat. Linguistics, Funk Tribu, Gestört aber GeiL, Kalte Liebe, Levt, Macky Gee, NTO, A.D.H.S, Dirty Doering, Kuko, Le Shuuk, Luca-Dante Spadafora, Mischluft, Miss Bashful vs. DBBD, Moritz Hofbauer, Niklas Dee, Nusha, Paraçek, SOTA feat. Daxta MC, Trancemaster Krause, Kobosil |